# Neda Ukraden
Neda Ukraden (Imotski, 16 augustus 1950) is een Servische zangeres en actrice. Ze groeide uit tot een van de meest vooraanstaande zangeressen van voormalig Joegoslavië. Ze bracht meer dan dertig albums uit.

## Biografie
Ukraden werd geboren in Imotski in het zuiden van Kroatië, dat toen nog deel uitmaakte van Joegoslavië. Ze is van Servische voorouders en groeide op in Bosnië en Herzegovina. Ze studeerde aan de Universiteit van Sarajevo en slaagde hier met een graad in de rechten en met een graad in taal (filologie en Engels). Ze begon op haar achttiende met zingen.
Ze begon als zangeres in de band Kamen na kamen (steen op steen) en ging in de jaren tachtig verder als solozangeres. Solo had ze hits met Zora je (Daar is het ochtendgloren), Boli boli (Het doet pijn) en Saj rode saj. Het eerste nummer van Novković/Tucaković werd twee jaar later een hit in een Engelse versie van Piet Veerman, als Sailin' home. Ze nam deel aan de Joegoslavische voorrondes van het Eurovisiesongfestival van 1976, van 1981 en van 1986 maar wist telkens de competitie niet te winnen.
Ook na haar topjaren geniet ze nog steeds veel aanzien in haar regio en dient haar gevoel en stijl als basis voor latere artiesten. In 2002 werd ze uitgeroepen tot Vrouw van het Jaar door de United Women of the Balkans.
Ze woonde een groot deel van haar leven in Sarajevo en woont in Belgrado waar ze een café-bistro runt met de naam Star Cafe. Ze treedt nog af en toe op. Zoals in 2014 op 64-jarige leeftijd tijdens een Servische televisieshow, waarin ze inclusief dansvoorstelling en een rood korset het nummer Sweet dreams van Beyoncé opvoerde.
In 2020 nam ze deel aan de Servische voorronde voor het Eurovisiesongfestival.
- International Standard Name Identifier: 0000 0000 5419 1544
- Library of Congress Control Number: no2007159008
- MusicBrainz: 39cf016b-ec4d-4f68-aefe-7b855e881d2f
- Virtual International Authority File: 19475745
- WorldCat: E39PBJgxrYTHgBPfKyF9jdPYT3